# 塞勒涅
塞勒涅（英語：Selene，意為「月亮」）是希腊神话中的月亮女神。在罗马神话中，她的对应者是卢娜。在奧林帕斯眾神接掌神界統治權之後，她的地位被新任月神阿提米絲（太陽神阿波羅之姐，神王宙斯及勒托女神之女）取代。

## 简要介绍
按照奥林波斯教的谱系，塞勒涅是一个女提坦。关于她的出身有多种说法。赫西俄德说塞勒涅和太阳神赫利俄斯是雙胞胎，都是第一代提坦神许珀里翁和忒亚的孩子。欧里庇得斯则认为塞勒涅是赫利俄斯的女儿。还有些神话记载说塞勒涅与赫利俄斯是夫妻关系。由于后来被与阿耳忒弥斯相混的结果，一些古典作家开始称塞勒涅为宙斯的女儿。此外，还有说法认为她是提坦神帕拉斯的女儿。
塞勒涅在神话中的传统形象是：长有双翼，头顶金色光环，乘坐一辆由两匹神马（一说是牛，取以牛角象征新月之意）拉动的马车在夜空中飞驰，当白昼来临时消失于大洋河中。文艺复兴以后的艺术作品也常把她表现成皮肤白皙、驾驶着马车（或骑马）的女神，有时手持火炬（古希腊女诗人萨福在其作品中就提到过这种形象）。
在古典神话中，塞勒涅与其兄弟赫利俄斯每天轮流驾车从天空经过，形成昼夜交替；而在这之间，是他们的姐姐、黎明女神厄俄斯主导的时期。

## 与塞勒涅有关的神话

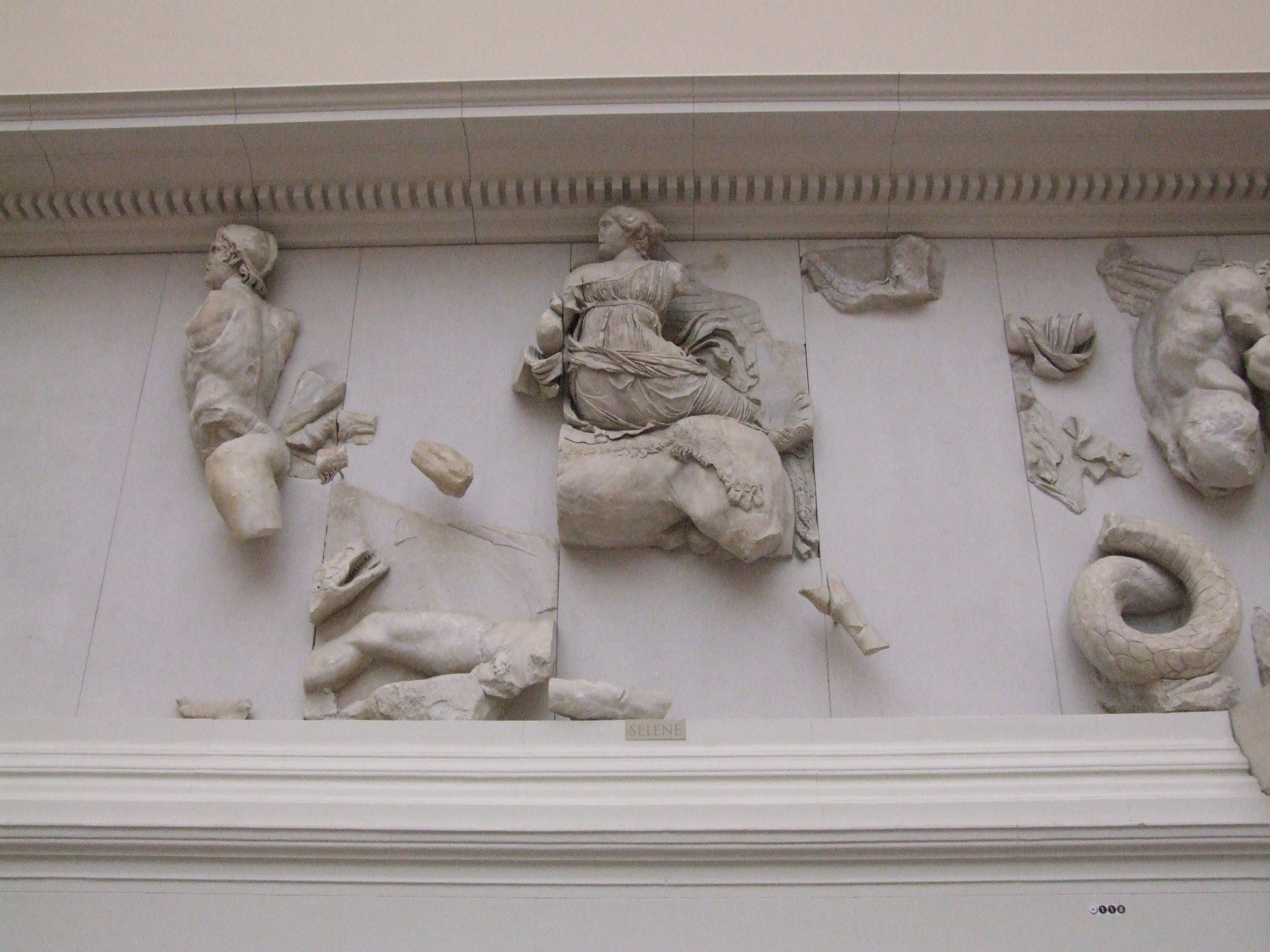
帕加马大祭坛上的塞勒涅（画面中心人物）

塞勒涅与恩底弥翁的爱情故事在希腊神话里非常有名。恩底弥翁是一个受塞勒涅爱慕的美少年，被众神赐予了永恒的青春，但代价是在卡里亚的拉特穆斯山的山洞里永远长眠。厄勒亚（古希腊一地区，大致相当于今伊利亚州）地区的神话说，塞勒涅给恩底弥翁生育了50个女儿，这是对古希腊历法中一年有50个星期的反映。
阿波罗尼乌斯较为详细地记载了这个神话。恩底弥翁是一个凡人猎手或牧羊人（按照保萨尼阿斯的说法，恩底弥翁则是厄勒亚的国王）。他的外貌俊美无比，被这种惊人的美貌迷住的塞勒涅请求宙斯让恩底弥翁永葆青春。但塞勒涅从厄俄斯处得知，请求神赐予凡人永生是不可能的，于是这个请求变成了让恩底弥翁永远沉睡，这样他就既不会死去也不会离开她。西塞罗也说在这个事件中是塞勒涅主动提出了让恩底弥翁沉睡的请求。但在其他版本中，长眠不醒是恩底弥翁自己做出的决定。恩底弥翁所在的拉特穆斯山离米利都很近。每天夜里塞勒涅从天空经过时都会面带愁容地探望沉睡中的恩底弥翁。塞勒涅与恩底弥翁的女儿们被称为墨娜厄（墨娜是塞勒涅的一个别名）。
在神话中，塞勒涅与牧神潘也有过一段风流韵事。潘为了向塞勒涅献殷勤，送给她一群小羊；也有说法认为潘把自己装扮成小羊，企图诱奸塞勒涅。塞勒涅的牛车（或马车）上的轭也是潘送的。
此外，塞勒涅还曾与宙斯结合，并生育了女儿潘狄亚。某些资料认为塞勒涅也是涅墨亚狮子的母亲（而一般认为其母为厄客德娜）。

## 現代学者猜想的来源和性质
现代神话学者一般认为，塞勒涅是一个从东方传入希腊的外来神。希腊人本身并不崇拜月球（有研究者认为太阳崇拜对于希腊人来说也是舶来品，或是前希腊时期的遗留物）。她的名字难以用希腊语来解释。如果一定要与希腊语建立联系的话，那么“塞勒涅”一词可能与希腊语中表达“光”的词汇有关。另一方面，塞勒涅的历史非常悠久。最早提到塞勒涅的文献是荷马的《塞勒涅颂歌》，那里面描述这位女神为“展翅高飞的塞勒涅”。从很早的时候起塞勒涅就在神话里占有重要地位，这说明她可能在前希腊时期就已经被引入了（但尚无确切依据证明克里特文明曾有过对月神的崇拜）。
塞勒涅是一个古老的神祇；在古典时期，她作为月神的大部分职能都被阿耳忒弥斯取代（部分原因是希腊人长期视月球崇拜为野蛮人的习俗，于是用狩猎女神阿耳忒弥斯兼领其职务，尽管后者也是从东方引入或深受东方影响的神祇）。在这一时期，塞勒涅的形象经常被与其他女神，如阿耳忒弥斯、赫卡忒、伊俄甚至赫拉相混同。此外，现代学者一般认为克里特岛的帕西法厄（牛头怪弥诺陶罗斯之母）是将塞勒涅凡人化的产物。
塞勒涅在古希腊的巫术迷信中占有重要地位。古代人相信，月亮的圆缺会对人类的生活造成影响：满月使所有事物蓬勃壮大，而亏月则阻碍一切事物发展，所以亏月有利于治病或驱邪。色萨利地区的居民还相信，女巫会在月食时施行法术。直到希腊化时代，人们仍然认为塞勒涅是灵魂的载体。
在古希腊，纪念塞勒涅的节日是春分日。

## 其他
日本于2007年发射的月亮女神号月球探测器的英文名称（Selenological and Engineering Explorer）的缩写是“塞勒涅”（SELENE）。
化学元素硒（selenium）的名字来自塞勒涅。

## 资料来源
- 《神话辞典》，（苏联）M·H·鲍特文尼克等，统一书号：2017·304
- 《世界神话辞典》，辽宁人民出版社，ISBN 7-205-00960-X